# Khaled
Khaled, all'anagrafe Hadj Brahim Khaled, noto anche con lo pseudonimo di Cheb Khaled (in arabo الشاب خالد‎?, il giovane Khaled) (Orano, 29 febbraio 1960), è un cantante algerino.

## Biografia
Fece le sue prime esperienze musicali suonando e cantando in occasioni dei matrimoni o delle circoncisioni; già all'età di 16 anni debuttò con il singolo Trig il lici.
In questo periodo girava come intrattenitore nei vari locali sulla costa, diventando un personaggio di una certa celebrità in Algeria, pur essendo oscurato dalla radio: il raï, con testi in cui si parla di alcool e donne, era infatti all'epoca proibito.
I testi di Khaled sono progressisti e liberali e desiderano rompere i tabù dell'Islam; in particolare nel video del brano Didi vengono mostrate donne che ballano e si atteggiano in modo provocante. Quando nel 1985 il governo algerino, in occasione del festival raï di Orano, molto popolare, decise di liberalizzarlo e dichiarò il raï "genere musicale tipico algerino", si scatenò la reazione dei fondamentalisti, che in risposta scagliarono la fatwā ad alcuni artisti raï, il che costrinse Khaled a trasferirsi a Parigi nel 1986 ed evitare di fare la fine dell'artista raï Cheb Hasni che decise invece di restare e nel 1994 venne assassinato.
L'album del vero esordio, inciso nel 1987 in Francia, fu Kutche: in quest'opera collaborò con Safy Boutella mostrando una certa vicinanza alle sonorità occidentali.
Il suffisso Cheb, che significa "giovane", venne abbandonato nel 1992, anno in cui l'artista raggiunse il successo planetario con l'album Khaled, contenente canzoni molto famose e di grande successo come Didi. Il disco, che non venne più inciso in Francia ma fu il primo ad essere prodotto dalla Barclay a Los Angeles, è stato il primo successo planetario di genere raï, soprattutto grazie al citato singolo.
L'album successivo (N'ssi N'ssi) portò alla consacrazione dell'algerino, e servì come colonna sonora al film Un Deux Trois soleil di Bertrand Blier. Questo secondo album viene considerato come lavoro maggiormente sperimentale con influenze hip hop e funk.
Nel 1996 uscì l'album Sahra, un lavoro a cui partecipò il gruppo rap francese IAM e il celebre cantautore Jean-Jacques Goldman: l'album fu trascinato ed impreziosito dal singolo in francese, scritto da Goldman, Aïcha (عائشة), di cui Khaled ha aggiunto un verso in arabo in una successiva versione. 
Nello stesso anno partecipa ad alcune date del tour della cantante francese Mylène Farmer con la quale interpreterà dal vivo La poupée qui fait non.
Nel 1999 uscì Kenza, che prese il nome dalla figlia di Khaled: in questo album, essendo coinvolti Steve Hillage, artista prog-rock e produttore di musicisti tra Oriente e Occidente, e lo stesso Jean-Jacques Goldman, le influenze funk e rock sono molto forti.
Fra i brani più politicamente coraggiosi c'è una versione di Imagine interpretata con Noa in arabo e ebraico.
Il 16 ottobre 2003, Khaled è stato nominato "Ambasciatore di buona volontà" dell'Organizzazione delle Nazioni Unite per l'alimentazione e l'agricoltura delle Nazioni Unite (FAO).
Nel 2012 torna alla ribalta con la canzone C'est la vie.
Nel 2014, a Cartagine duettò con il cantautore italiano Jovanotti in una versione inedita del celebre brano Penso positivo.

## Discografia parziale

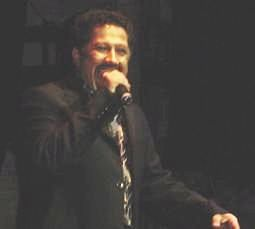
Khaled a New York, 2002

### Album in studio
- 1985 Hada Raykoum
- 1985 Moule El Kouchi
- 1988 Fuir, Mais Où?
- 1988 Kutché (con Safy Boutella)
- 1989 S'Hab El Baroud
- 1992 Khaled
- 1993 N'ssi N'ssi
- 1996 Sahra
- 1999 Kenza
- 2004 Ya-Rayi
- 2009 Liberté
- 2012 C'est la vie

### Album dal vivo
- 1998 Hafla
- 1999 1,2,3 Soleils

### Raccolte
- 2007 Best of Khaled

### Collaborazioni
- 2004 Salvamm'o munno di Enzo Avitabile nel brano Abball' cu mme

## Onorificenze
- 2003 - FAO
  - Ambasciatore di buona volontà[1]